# Lubliniacy
Lubliniacy – grupa etnograficzna ludności polskiej, zamieszkująca środkowy i południowy obszar historycznego województwa lubelskiego.

## Historia

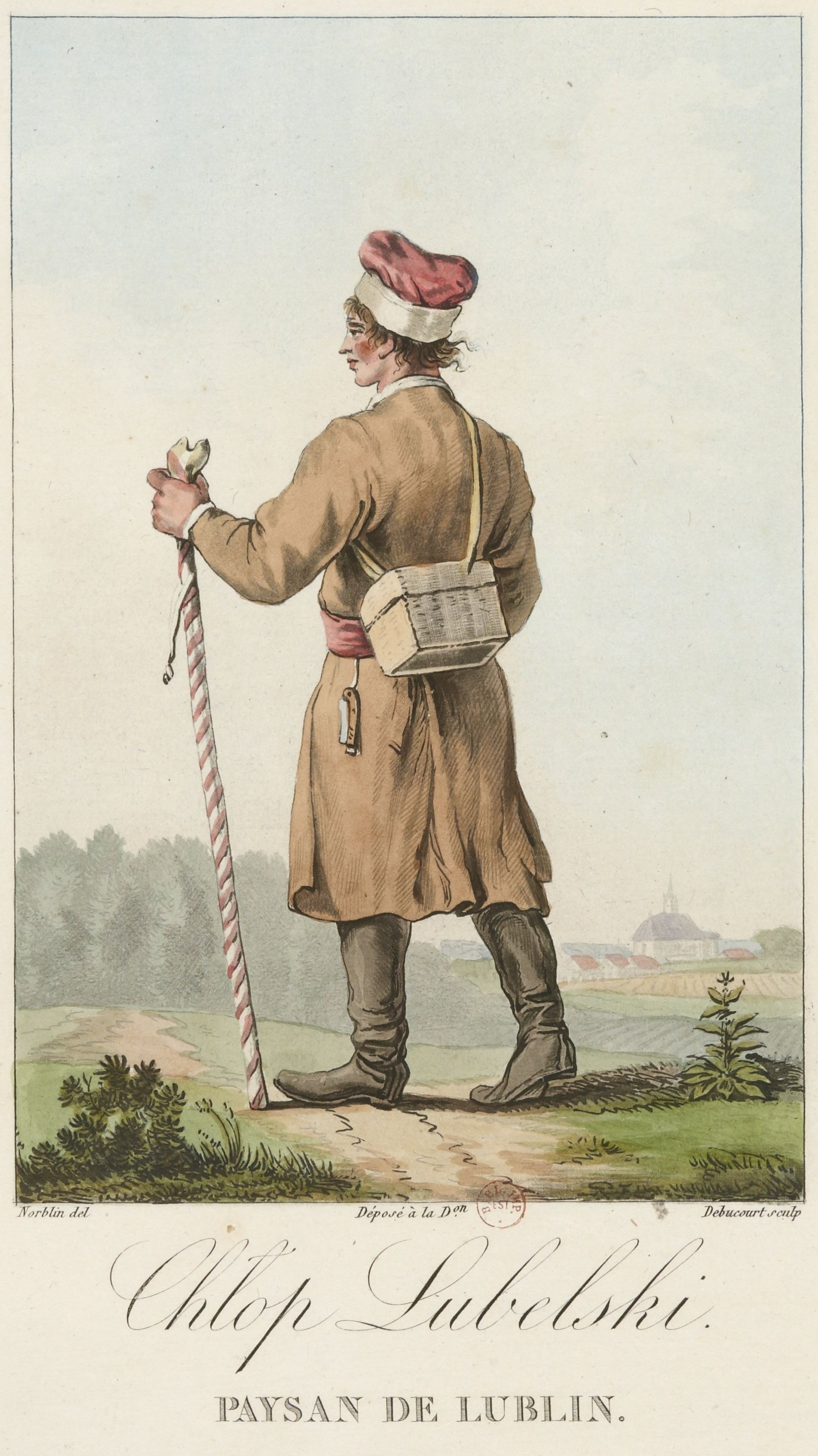
„Chłop lubelski” przedstawiony na XVIII-wiecznym rysunku Jana Norblina

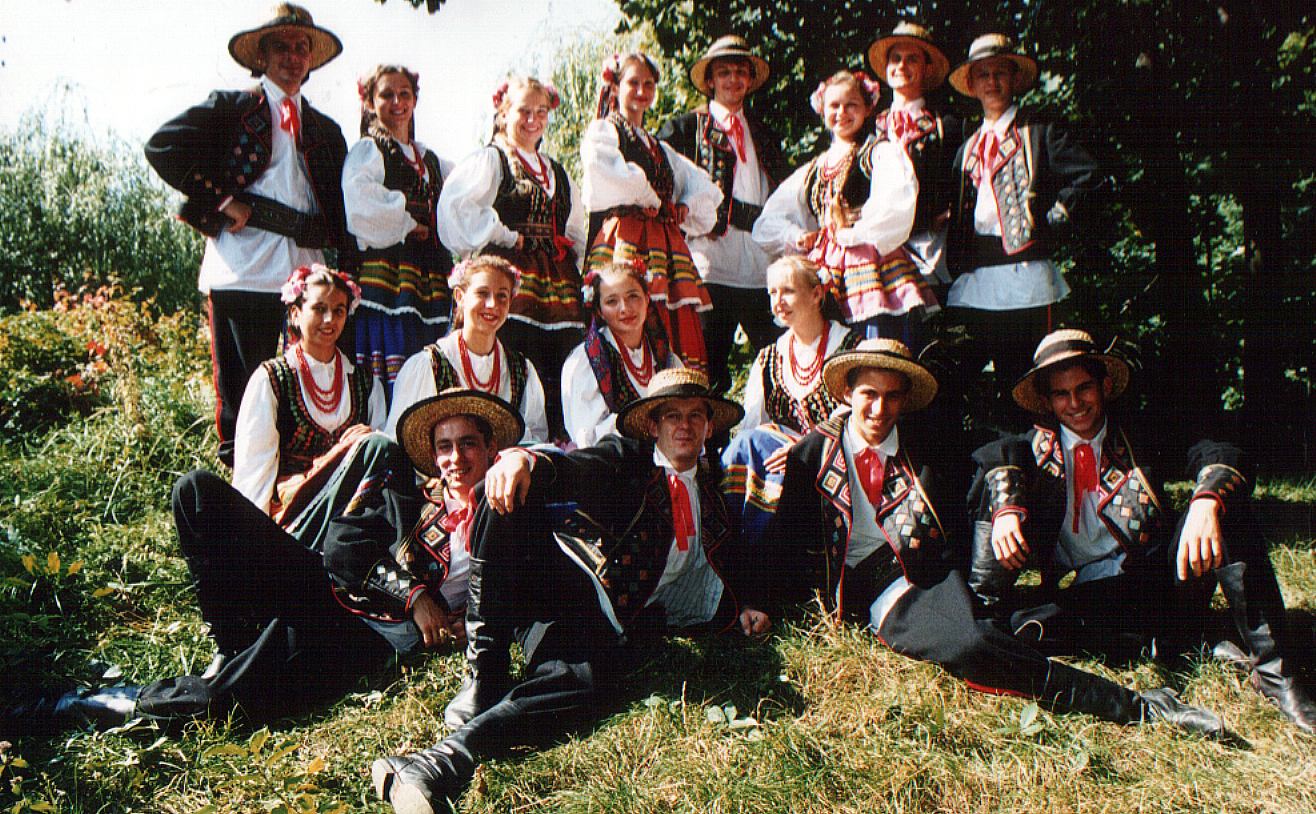
Strój lubelski

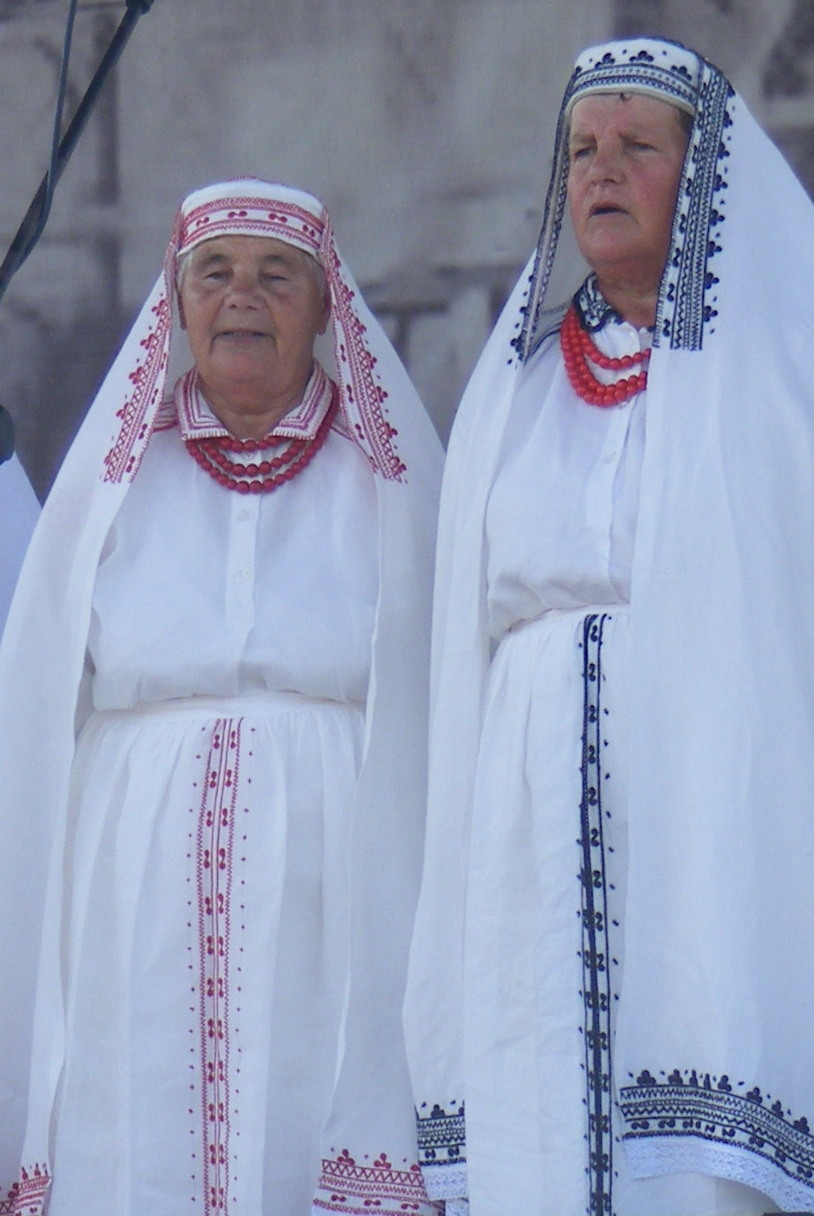
Kobiecy strój biłgorajsko-tarnogrodzki

Jan Stanisław Bystroń zaliczał Lubliniaków do grup kresowych, czyli powstałych na terenach kolonizowanych przez Polaków na ziemiach pierwotnie ruskich. Podkreślana jest rola kulturowa, jaką odegrali Małopolanie, jednakże przedstawiane są także znaczne wpływy kultury mazowieckiej i ruskiej w sferach materialnych i duchowych. Nowsze badania Natanson-Leskiego wykazały jednak autochtoniczność Małopolan na tych terenach i przynależność Lubelszczyzny do Małopolski. Janusz Kamocki zaliczył Lubliniaków do sandomierskiej gałęzi Małopolan. Ponadto przedstawił, że dawniej Lubliniacy nosili wyraźnie małopolskie ubiory. Na terenie dawnego województwa zamojskiego pielęgnowane są m.in. zwyczaje analogiczne do małopolskich, np. zatykanie w dzień św. Jana łopianu za strzechy, wierzenia w demony kobiece „boginki” czy „południce”.

## Podział regionalny
Janusz Kamocki wyodrębnił 4 podgrupy Lubliniaków:
- Powiśla Lubelskiego – grupa, która podlegała najsilniejszym wpływom mazowieckim, zarówno w kulturze, jak i gwarze mazowieckiej
- biłgorajska – grupa silniej przywiązana do tradycji małopolskiej, która zachowała starsze formy gospodarki oraz ubioru. Noszą strój biłgorajsko-tarnogrodzki.
- zamojska – grupa zamieszkująca obszar poza historyczną Lubelszczyzną, jednakże należąca do tego kręgu kulturowego. Na ich terenie zaznaczało się poczucie odrębności dawnych chłopów „ordynackich” z Ordynacji Zamojskiej względem sąsiednich chłopów „szlacheckich”.
- centralna – lubelska.

## Architektura
Istnieją charakterystyczne krzyże typu biłgorajskiego z ozdobnym deskowym zapleczem skrzyżowania ramion, przykrytych trójkątnym daszkiem. We wsiach biłgorajskich spożywano opłatek z czosnkiem i miodem.
Zabytki architektury i zbiory etnograficzne kultury Lubliniaków gromadzi Muzeum Wsi Lubelskiej w Lublinie.

## Taniec
Lista zespołów ludowych reprezentujących kulturę Lubliniaków:
- Zespół Pieśni i Tańca „Lublin” im. Wandy Kaniorowej
- Zespół Tańca Ludowego UMCS w Lublinie
- Zespół Pieśni i Tańca „Jawor” Uniwersytetu Przyrodniczego w Lublinie
- Zespół Pieśni i Tańca Politechniki Lubelskiej
- Zespół Pieśni i Tańca Uniwersytetu Medycznego
- Zespół Tańca Ludowego „Kos”
- Zespół Pieśni i Tańca Łuszczowiacy w Łuszczowie Pierwszym,
- Dziecięcy Zespół Tańca Ludowego w Świdniku
- Harcerski Zespół Pieśni i Tańca „Grześ”[4]
- Zespół Pieśni i Tańca „Powiśle”
- Zespół Pieśni i Tańca „Lubartowiacy”
- Zespół Pieśni i Tańca „Dąbrowica"
- Zespół Tańca Ludowego „Mały Głusk”
- Zespół Rokiczanka